# Roumanie aux Jeux olympiques d'été de 2012
La Roumanie participe aux Jeux olympiques d'été de 2012 à Londres. Il s'agit de sa 20e participation à des Jeux olympiques d'été.

## Médaillés
| Sport                   | Discipline                          | Athlète(s)                                                                     | Performance | Date       |
| Médailles d'or : 2      |                                     |                                                                                |             |            |
| Gymnastique artistique  | Saut de cheval femmes               | Sandra Izbașa                                                                  | 15.191      | 5 août     |
| Tir                     | Carabine à 10 m air comprimé hommes | Alin George Moldoveanu                                                         | 702.1       | 30 juillet |
| Médailles d'argent : 4  |                                     |                                                                                |             |            |
| Escrime                 | Sabre masculin par équipes          | Tiberiu Dolniceanu Rareș Dumitrescu Alexandru Siriteanu Florin Zalomir         | 26 - 45     | 3 août     |
| Gymnastique artistique  | Sol femmes                          | Cătălina Ponor                                                                 | 15.200      | 7 août     |
| Judo                    | Moins de 48 kg femmes               | Alina Alexandra Dumitru                                                        |             | 28 juillet |
| Judo                    | Moins de 57 kg femmes               | Corina Căprioriu                                                               |             | 30 juillet |
| Médailles de bronze : 1 |                                     |                                                                                |             |            |
| Gymnastique artistique  | Concours général par équipes femmes | Diana Bulimar Diana Maria Chelaru Larisa Iordache Sandra Izbasa Catalina Ponor | 176.414     | 31 juillet |

## Athlétisme
| Femmes - 100 m: Andreea Ogrăzeanu - 400 m: Bianca Răzor - 800 m: Mirela Lavric - 5000 m: Roxana Bârcă - 400 m haies: Angela Moroșanu - 3000 m steeple: Ancuţa Bobocel, Cristina Casandra - Marathon: Constantina Diță , Lidia Șimon - Saut en longueur: Viorica Țigău - Triple saut: Cristina Bujin - Saut en hauteur: Esthera Petre - Saut à la perche: - Lancer du poids: - Javelot: - Lancer du disque: - Marteau: - Heptathlon: - 20 km marche: |

## Aviron
Hommes
| Athlète                                                                     | Compétition         | Séries | Séries | Repêchage | Repêchage | Quarts de finale | Quarts de finale | Demi-finales | Demi-finales | Finales | Finales |
| Athlète                                                                     | Compétition         | Temps  | Rang   | Temps     | Rang      | Temps            | Rang             | Temps        | Rang         | Temps   | Rang    |
| --------------------------------------------------------------------------- | ------------------- | ------ | ------ | --------- | --------- | ---------------- | ---------------- | ------------ | ------------ | ------- | ------- |
| Marius Vasile Cozmiuc Florin Curuea Alexandru Palamariu Cristi Ilie Pîrghie | Quatre sans barreur |        |        |           |           | NC               | NC               |              |              |         |         |

Femmes
| Athlète | Compétition       | Séries | Séries | Repêchage | Repêchage | Quarts de finale | Quarts de finale | Demi-finales | Demi-finales | Finales | Finales |
| Athlète | Compétition       | Temps  | Rang   | Temps     | Rang      | Temps            | Rang             | Temps        | Rang         | Temps   | Rang    |
| --- | ----------------- | ------ | ------ | --------- | --------- | ---------------- | ---------------- | ------------ | ------------ | ------- | ------- |
| Georgeta Andrunache Viorica Susanu | Deux sans barreur |        |        |           |           | NC               | NC               | NC           | NC           |         |         |
| Nicoleta Albu Enikő Barabás Roxana Cogianu Adelina Cojocariu Irina Dorneanu Talida Gidoiu Cristina Grigoraş Camelia Lupaşcu Ioana Rotaru | Huit              |        |        |           |           | NC               | NC               | NC           | NC           |         |         |

## Cyclisme

### Cyclisme sur route
| Athlète        | Compétition            | Temps | Rang |
| -------------- | ---------------------- | ----- | ---- |
| Andrei Nechita | Course en ligne hommes | DNS   | -    |

## Escrime
Hommes
| Athlète                                         | Compétition        | 1/32 de finale   | 1/16 de finale   | 1/8 de finale    | Quarts de finale | Demi-finales     | Finale           | Finale |
| Athlète                                         | Compétition        | Adversaire Score | Adversaire Score | Adversaire Score | Adversaire Score | Adversaire Score | Adversaire Score | Rang   |
| ----------------------------------------------- | ------------------ | ---------------- | ---------------- | ---------------- | ---------------- | ---------------- | ---------------- | ------ |
| Radu Daraban                                    | Fleuret individuel |                  |                  |                  |                  |                  |                  |        |
| Rareş Dumitrescu                                | Sabre individuel   |                  |                  |                  |                  |                  |                  |        |
| Cosmin Hanceanu                                 | Sabre individuel   |                  |                  |                  |                  |                  |                  |        |
| Florin Zalomir                                  | Sabre individuel   |                  |                  |                  |                  |                  |                  |        |
| Rareş Dumitrescu Cosmin Hanceanu Florin Zalomir | Sabre par équipes  | NC               | NC               | NC               |                  |                  |                  |        |

Femmes
| Athlète                                       | Compétition       | 1/32 de finale   | 1/16 de finale   | 1/8 de finale    | Quarts de finale | Demi-finales     | Finale           | Finale |
| Athlète                                       | Compétition       | Adversaire Score | Adversaire Score | Adversaire Score | Adversaire Score | Adversaire Score | Adversaire Score | Rang   |
| --------------------------------------------- | ----------------- | ---------------- | ---------------- | ---------------- | ---------------- | ---------------- | ---------------- | ------ |
| Simona Alexandru                              | Épée individuelle |                  |                  |                  |                  |                  |                  |        |
| Ana Maria Brânză                              | Épée individuelle |                  |                  |                  |                  |                  |                  |        |
| Anca Măroiu                                   | Épée individuelle |                  |                  |                  |                  |                  |                  |        |
| Simona Alexandru Ana Maria Brânză Anca Măroiu | Épée par équipes  | NC               | NC               | NC               |                  |                  |                  |        |
| Bianca Pascu                                  | Sabre individuel  |                  |                  |                  |                  |                  |                  |        |

## Gymnastique

### Artistique
Hommes
| Athlète                                                                  | Compétition | Appareils | Appareils | Appareils | Appareils | Appareils | Appareils | Qualification | Qualification | Appareils | Appareils | Appareils | Appareils | Appareils | Appareils | Finale | Finale |
| Athlète                                                                  | Compétition | S         | CA        | A         | SC        | BP        | BF        | Total         | Rang          | S         | CA        | A         | SC        | BP        | BF        | Total  | Rang   |
| ------------------------------------------------------------------------ | ----------- | --------- | --------- | --------- | --------- | --------- | --------- | ------------- | ------------- | --------- | --------- | --------- | --------- | --------- | --------- | ------ | ------ |
| Cristian Bataga                                                          | Individuel  |           |           |           |           |           |           |               |               |           |           |           |           |           |           |        |        |
| Marius Berbecar                                                          | Individuel  |           |           |           |           |           |           |               |               |           |           |           |           |           |           |        |        |
| Ovidiu Buidoso                                                           | Individuel  |           |           |           |           |           |           |               |               |           |           |           |           |           |           |        |        |
| Vlad Cotuna                                                              | Individuel  |           |           |           |           |           |           |               |               |           |           |           |           |           |           |        |        |
| Flavius Koczi                                                            | Individuel  |           |           |           |           |           |           |               |               |           |           |           |           |           |           |        |        |
| Cristian Bataga Marius Berbecar Ovidiu Buidoso Vlad Cotuna Flavius Koczi | Par équipes |           |           |           |           |           |           |               |               |           |           |           |           |           |           |        |        |

Femmes
| Athlète                                                                  | Compétition | Appareils | Appareils | Appareils | Appareils | Qualification | Qualification | Appareils | Appareils | Appareils | Appareils | Finale | Finale |
| Athlète                                                                  | Compétition | S         | SC        | BA        | P         | Total         | Rang          | S         | SC        | BA        | P         | Total  | Rang   |
| ------------------------------------------------------------------------ | ----------- | --------- | --------- | --------- | --------- | ------------- | ------------- | --------- | --------- | --------- | --------- | ------ | ------ |
| Diana Bulimar                                                            | Individuel  | -         | -         | 14.000    | 14.866    | 28.866        | -             |           |           |           |           |        |        |
| Diana Chelaru                                                            | Individuel  | 14.333    | 14.666    | 13.733    | -         | 42.732        | -             |           |           |           |           |        |        |
| Larisa Iordache                                                          | Individuel  | 13.800    | 15.100    | 14.100    | 14.800    | 57.800        | 9             | 13.833    | 14.933    | 14.233    | 14.966    | 57.965 | 9      |
| Sandra Izbaşa                                                            | Individuel  | 15.066    | 15.500    | 12.366    | 14.600    | 27.532        | 11            | 15.200    | 15.333    | 13.900    | 14.400    | 58.833 | 5      |
| Cătălina Ponor                                                           | Individuel  | 14.600    | 15.133    | -         | 15.033    | 44.766        | -             |           |           |           |           |        |        |
| Diana Bulimar Diana Chelaru Larisa Iordache Sandra Izbaşa Cătălina Ponor | Par équipes | 43.999    | 45.733    | 41.833    | 44.699    | 176.264       | 4             |           |           |           |           |        |        |

## Haltérophilie
| Hommes - 62 kg: Florin Croitoru - 69 kg: Răzvan Martin - 85 kg: Gabriel Sâncrăian | Femmes - 69 kg: Roxana Cocoș |

## Judo
Hommes
| Athlète           | Compétition     | 1/32 de finale      | 1/16 de finale      | 1/8 de finale       | Quarts de finale    | Demi-finales        | Repêchage 1         | Repêchage 2         | Finale              | Finale |
| Athlète           | Compétition     | Adversaire Résultat | Adversaire Résultat | Adversaire Résultat | Adversaire Résultat | Adversaire Résultat | Adversaire Résultat | Adversaire Résultat | Adversaire Résultat | Rang   |
| ----------------- | --------------- | ------------------- | ------------------- | ------------------- | ------------------- | ------------------- | ------------------- | ------------------- | ------------------- | ------ |
| Dan Fâșie         | Moins de 66 kg  |                     |                     |                     |                     |                     |                     |                     |                     |        |
| Daniel Brata      | Moins de 100 kg | NC                  |                     |                     |                     |                     |                     |                     |                     |        |
| Vlăduț Simionescu | Plus de 100 kg  | NC                  |                     |                     |                     |                     |                     |                     |                     |        |

Femmes
| Athlète          | Compétition    | 1/16 de finale      | 1/8 de finale       | Quarts de finale    | Demi-finales        | Repêchage 1         | Repêchage 2         | Finale              | Finale |
| Athlète          | Compétition    | Adversaire Résultat | Adversaire Résultat | Adversaire Résultat | Adversaire Résultat | Adversaire Résultat | Adversaire Résultat | Adversaire Résultat | Rang   |
| ---------------- | -------------- | ------------------- | ------------------- | ------------------- | ------------------- | ------------------- | ------------------- | ------------------- | ------ |
| Alina Dumitru    | Moins de 48 kg |                     |                     |                     |                     |                     |                     |                     |        |
| Andreea Chițu    | Moins de 52 kg |                     |                     |                     |                     |                     |                     |                     |        |
| Corina Căprioriu | Moins de 57 kg |                     |                     |                     |                     |                     |                     |                     |        |

## Tennis de table
Hommes
| Athlète       | Compétition | Tour préliminaire | 1er tour         | 2e tour          | 3e tour          | 4e tour                                             | Quarts de finale                                   | Demi-finales     | Finale           | Finale |
| Athlète       | Compétition | Adversaire Score  | Adversaire Score | Adversaire Score | Adversaire Score | Adversaire Score                                    | Adversaire Score                                   | Adversaire Score | Adversaire Score | Rang   |
| ------------- | ----------- | ----------------- | ---------------- | ---------------- | ---------------- | --------------------------------------------------- | -------------------------------------------------- | ---------------- | ---------------- | ------ |
| Adrian Crișan | Simple      |                   |                  |                  |                  | Timo Boll (GER) 4-1 (11-9,8-11,15-13, 12-10, 11-6 ) | Chuang Chih-yuan (TPE) 0-4 (3-11,4-11,4-11, 5-11 ) | –                | –                | –      |

Femmes
| Athlète          | Compétition | Tour préliminaire | 1er tour         | 2e tour          | 3e tour          | 4e tour          | Quarts de finale | Demi-finales     | Finale           | Finale |
| Athlète          | Compétition | Adversaire Score  | Adversaire Score | Adversaire Score | Adversaire Score | Adversaire Score | Adversaire Score | Adversaire Score | Adversaire Score | Rang   |
| ---------------- | ----------- | ----------------- | ---------------- | ---------------- | ---------------- | ---------------- | ---------------- | ---------------- | ---------------- | ------ |
| Daniela Dodean   | Simple      |                   |                  |                  |                  |                  |                  |                  |                  |        |
| Elizabeta Samara | Simple      |                   |                  |                  |                  |                  |                  |                  |                  |        |

## Tir
| Athlète         | Compétition                         | Qualification | Qualification | Finale | Finale        |
| Athlète         | Compétition                         | Points        | Rang          | Points | Rang          |
| --------------- | ----------------------------------- | ------------- | ------------- | ------ | ------------- |
| Alin Moldoveanu | Carabine à 10 m air comprimé hommes | 599           | 2e            | 702.1  | Médaille d'or |
| Lucia Mihalache | Skeet femmes                        | 65            | 12e           | NC     | NC            |